# 陆吉安
陆吉安（1933年—），籍贯宁波，生于上海，為中国汽车工业人物，曾任上海汽车工业(集团)总公司总裁。

## 简历
陆吉安於1952年毕业自华东纺织工学院（今中国纺织大学）。1983年至1987年，先后担任上海市经济委员会副秘书长和副主任。
1987年至1995年，陆吉安担任上海汽车工业(集团)总公司的总裁，并兼任上海大众汽车公司的董事长，负责主持桑塔纳轿车的国产化，为中国汽车工业作出贡献。1995至1999年，担任上海汽车工业总公司的总裁代表。1999年10月，退休。